# قاعدة بيانات توجهات البروتينات في الأغشية
قاعدة بيانات توجهات البروتينات في الأغشية (بالإنجليزية: Orientations of Proteins in Membranes database) (مختصرها: OPM) هي قاعدة بيانات توفر الحالات الحيزية للبروتين الغشائية وبنية البروتينات مع مراعاة الدهن ثنائي الطبقة.
تحسب حالات البروتين بواسطة نموذج الانذياب الضمني للدهن ثنائي الطبقة ويتم التحقق من نتائج الحسابات مقارنة بالدراسات التجريبية من الترتيب الحيزي في البروتينات عبر الغشائية والبروتينات الغشائية المحيطية في الأغشية.
تؤخذ هياكل البروتينات من بنك بيانات البروتين. توفر قاعدة بيانات توجهات البروتينات في الأغشية أيضاً التصنيف الهيكلي للبروتينات المرتبطة بالغشاء في أسر وأسر عليا وعلم فراغ الأغشية والبناء الرباعي للبروتينات في حالة غشاء مرتبط ونوع الغشاء الحيوي المقصود لكل بروتين. يمكن تحميل الملفات المنسقة مع حدود الأغشية المحسوبة. الموقع يسمح مشاهدة صورة تركيبية الهياكل البروتينات خلال الأغشية مع طبقات الحدود بواسطة جمول (Jmol) وأم دي أل تشايم (MDL Chime) ووبمول (WebMol).
كانت قاعدة البيانات تستخدم على نطاق واسع في الدراسات التجريبية والنظرية للبروتينات المرتبطة بالأغشية. ومع ذلك، لا تضمن هياكل العديد من البروتينات المرتبطة بالأغشية في قاعدة البيانات إذا أنها لا يمكن توقعها حسابياً. هذا هو الحال عندما تكون جميع أجزاء البروتينات المرتكزة في الأغشية (مثلاً حينما يكون ألفا لولب مزدوج الألفة أو معرضة لأجزاء غير القطبية أو أجزاء أحماض امينية مدهنة) مفقودة في الهياكل التجريبية.